# Erlenmoos
Erlenmoos település Németországban, azon belül Baden-Württembergben. Lakosainak száma 1805 fő (2023. december 31.). Erlenmoos Steinhausen an der Rottum és Rot an der Rot községekkel határos.

## Népesség
A település népessége az elmúlt években az alábbi módon változott:
| Lakosok száma | 1020 | 1138 | 1255 | 1334 | 1365 | 1454 | 1549 | 1670 | 1671 | 1805 |
|               | 1961 | 1967 | 1974 | 1980 | 1987 | 1993 | 2000 | 2006 | 2013 | 2023 |